# Lars Henrikson
Lars Gunnar Henrikson, född 3 augusti 1915 i Lesjöfors, Rämmens församling, Värmlands län, död 9 januari 1989 i Linköpings domkyrkoförsamling, Östergötlands län, var en svensk ombudsman och socialdemokratisk riksdagspolitiker.
Henrikson var 1955-1964 ombudsman vid Svenska metallindustriarbetareförbundet avdelning 83 i Linköping. Han var riksdagsledamot 1965-1982 (ledamot av andra kammaren 1965-1970) och invald i Östergötlands läns valkrets.